# Notnops calderoni
Notnops calderoni là một loài nhện trong họ Caponiidae. Chúng được Norman I. Platnick miêu tả năm 1994, và chỉ được tìm thấy ở Chile.